# Johannes Dietrich Eduard Schmeltz
Johannes Dietrich Eduard Schmeltz est un naturaliste allemand, né le 18 mai 1839 à Hambourg et mort le 26 mai 1909 à Leyde.
Il dirige le muséum Godeffroy en 1861-1862. En 1882, il devient le conservateur du musée ethnologique de Leyde (Rijksmuseum voor Volkenkunde) qu’il dirige quinze ans plus tard. Schmeltz est le fondateur de la revue Archives internationales d'ethnographie / Internationales Archiv für Ethnographie (1888-1968).

## Source
- (en) Biographical Etymology of Marine Organism Names